# Bellona (stiftelse)
För andra betydelser, se Bellona.

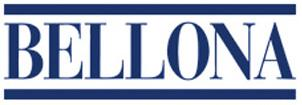

Bellona är en miljöstiftelse som grundades 1986 av Frederic Hauge och Rune Haaland. Den arbetar för ökad ekologisk förståelse och skydd av natur, miljö och hälsa. Stiftelsen har kontor i Murmansk, Sankt Petersburg, Washington DC och Bryssel samt huvudkontor i Oslo.